# Openbaar vervoer

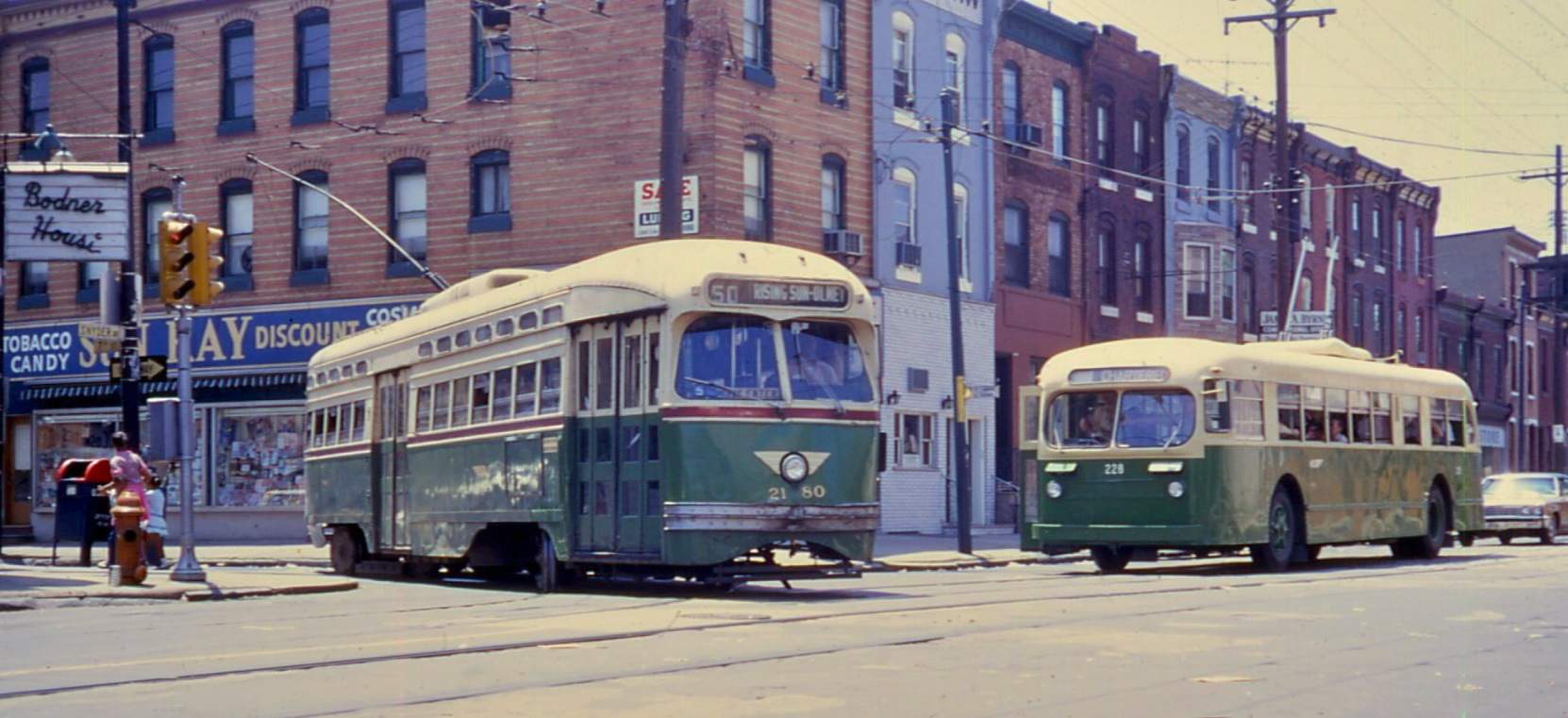
Tram en bus in Philadelphia in 1968

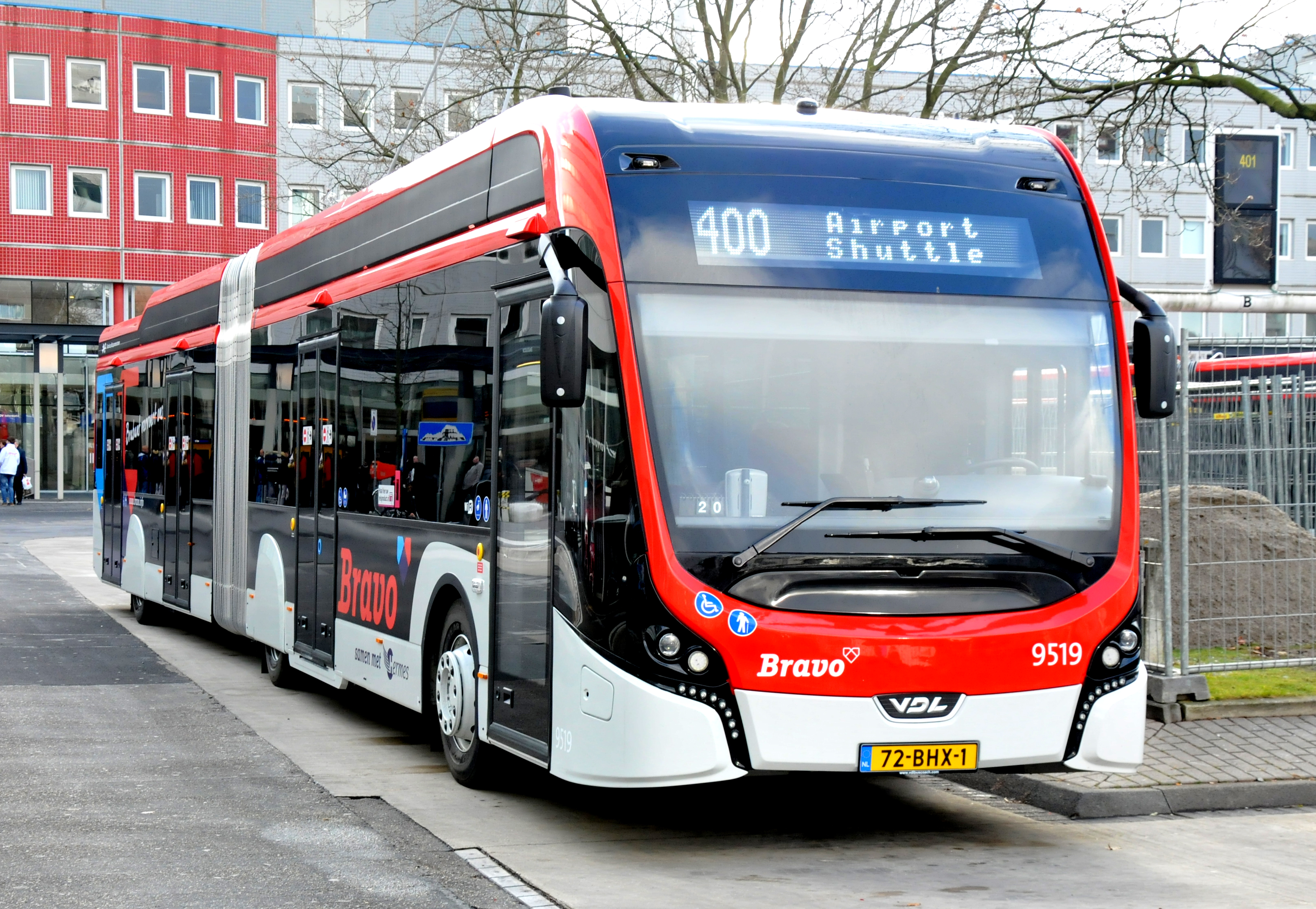
Een elektrische bus van Hermes

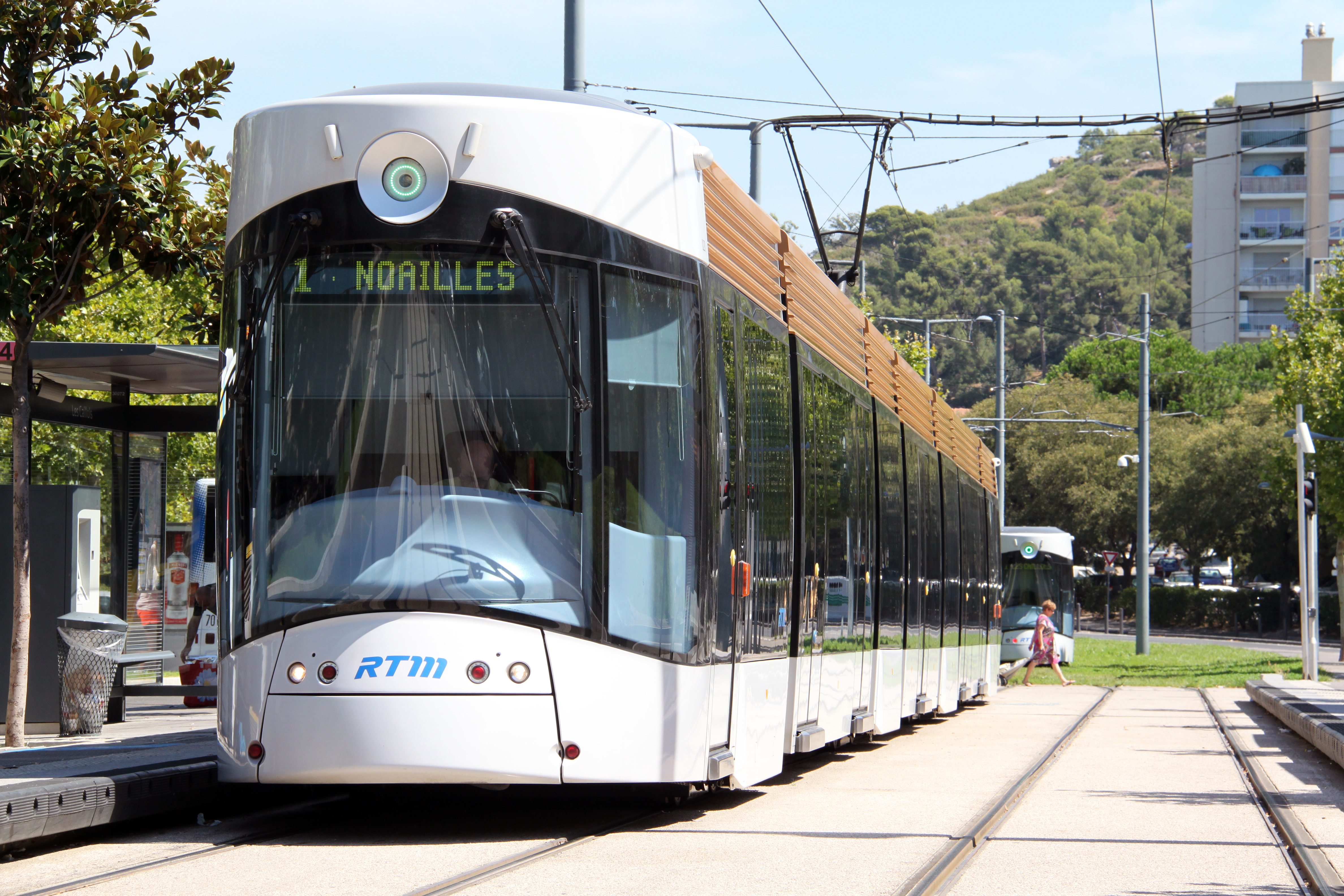
Tram van Marseille

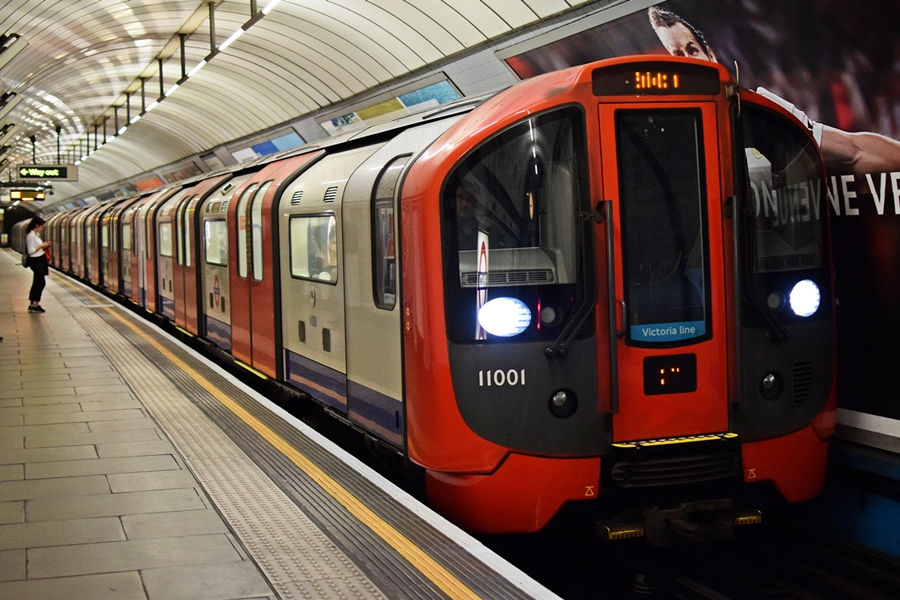
Een metrostel in Londen

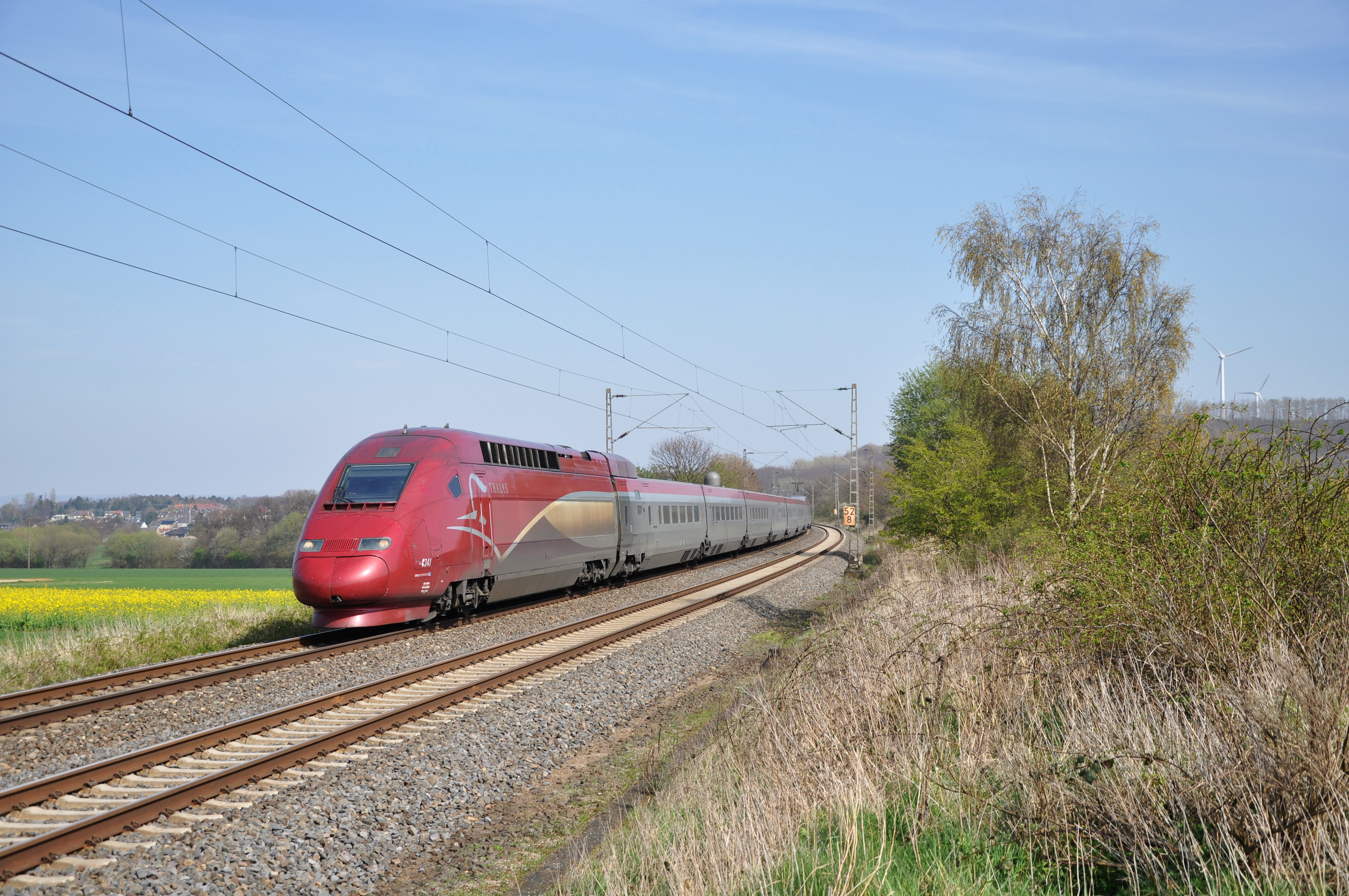
Een Thalys-treinstel

Openbaar vervoer (afgekort ov) is personenvervoer dat openbaar toegankelijk is, dat wil zeggen dat iedereen (onder voorwaarden) van de vervoerdienst gebruik kan maken. Twee veel voorkomende voorwaarden: de reiziger betaalt het geldende tarief en volgt de gebruikelijke fatsoensregels op.
Openbaar vervoer is sinds medio twintigste eeuw vooral een vorm van gesubsidieerd vervoer, in de beginperiode kwam meer commercieel vervoer voor. Openbaar vervoer is een alternatief voor het zelf kopen of huren van een vervoermiddel.
Vervoerdiensten kunnen onderscheiden worden in collectief vervoer en individueel vervoer. Bij collectief vervoer wordt het vervoermiddel gedeeld met andere reizigers, die een andere herkomst of bestemming kunnen hebben. Bij individueel vervoer wordt het vervoermiddel ingezet voor de specifieke vervoerwens van één reiziger of groep van samen reizende reizigers. Bij dat laatste denkt men vooral aan taxi's. Individueel openbaar vervoer wordt ook aangeduid als besloten vervoer.
Ten slotte kan onderscheid gemaakt worden tussen lijndiensten en vraagafhankelijk vervoer. Lijndiensten rijden volgens een vaste dienstregeling, of er nu veel of weinig reizigers zijn. Het is goed mogelijk dat een lijndienst op verzoek met twee of meer voertuigen wordt gereden, als er incidenteel veel reizigers worden verwacht. Vraagafhankelijke diensten passen zich aan de vraag die zich op dat moment voordoet.
Vaak moet men vooraf bellen om van een vraagafhankelijke dienst gebruik te maken.

## Collectief openbaar vervoer
Met de term openbaar vervoer worden over het algemeen de lijndiensten van het collectief openbaar vervoer aangeduid. Deels is dit gratis openbaar vervoer.
Onder openbaar vervoer vallen:
- stads- en streekvervoer
- treinvervoer
- openbaar vervoer te water

### Lijnnummers
Bij het stads- en streekvervoer wordt veel met lijnnummers gewerkt. Die nummers staan op de voertuigen en halteborden aangegeven en vaak zegt men dat een bepaalde bestemming met een bepaald lijnnummer bereikbaar is. Daarbij moet erop worden gelet dat een rit in de omgekeerde richting doorgaans hetzelfde lijnnummer heeft. De metro van Londen heeft geen lijnnummers maar lijnnamen, waarbij de richting blijkt uit de Windstreek (Northbound, Eastbound). De metro van Parijs heeft lijnnummers, maar de lijnen worden meer aangeduid met de naam van het eindpunt, die in de omgekeerde richting natuurlijk anders is. In de metro van Barcelona wordt er eerder aan de kleur van een lijn gerefereerd dan aan het nummer.
Bij treinvervoer in de Benelux zijn lijnnummers niet gebruikelijk en noemt men de naam van de eindbestemming of een tussenbestemming van de trein. In Duitsland wel, daar worden op de trein de treinsoort (RB, RE, IRE, IC of ICE) en het nummer aangegeven met daarnaast de eindbestemming.

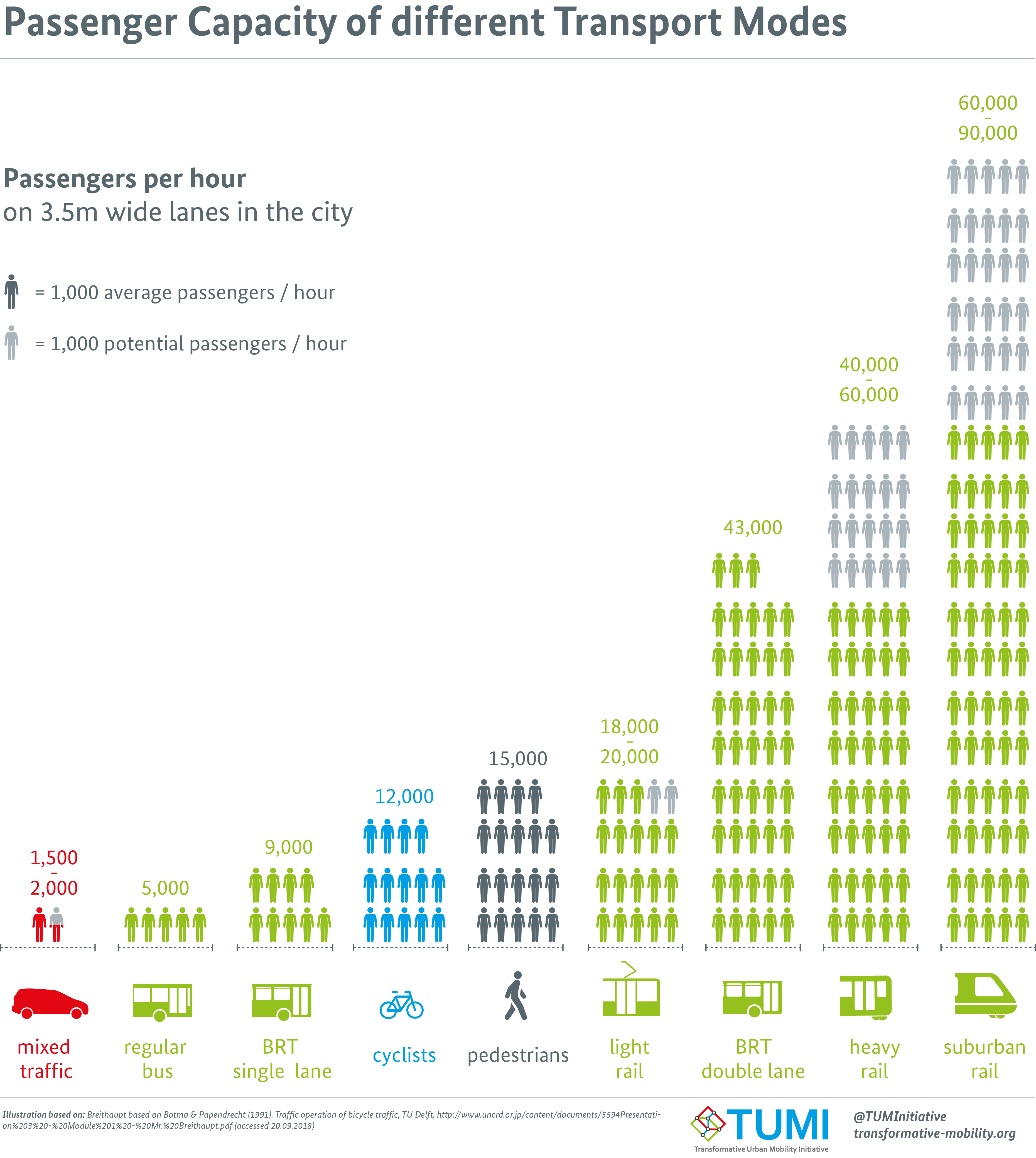
Passagierscapaciteit van verschillende transportmodi (passagiers per uur op 3,5 m brede rijstroken in de stad)

## Vervoermiddelen

### Op sporen
- Trein → Maglev
- Metro → Lichte metro
- Monorail → Zweeftrein
- Lightrail → Stadtbahn, Tramtrein, Sneltram
- Tram → Premetro, Interurban

### Op de rijweg
- Bus → trolleybus
- Taxi → Tuktuk, Riksja

### Andere vormen van openbaar vervoer
Veerponten zijn in de meeste landen openbaar vervoer. Het is geen besloten vervoer, hierbij gaat het vrijwel altijd om het oversteken van het water. Sommige veerdiensten worden wel gerekend onder het besloten collectief vervoer, met name de toeristische zomerse fiets- en voetveren en de watertaxi in diverse steden. Hierbij komt vervoer in de lengterichting van het water wel vaker voor. Zie verder: openbaar vervoer te water.
Ook het vervoer door de lucht met passagiersvliegtuigen kan men tot het openbaar vervoer rekenen, als de vliegmaatschappij een openbare dienst is. Hoewel technisch gezien de luchtvaart vaak openbaar vervoer is, beschouwen veel overheden en reizigersorganisaties dit niet als ov, daar ze er nauwelijks invloed op hebben en door milieubezwaren het vliegverkeer niet willen promoten.
Zie verder: burgerluchtvaart en vliegveld.
Een automatische people mover heeft geen bestuurder en kan zowel openbaar vervoer als besloten vervoer zijn.
Voor kleinere verticale en horizontale afstanden zijn er de lift, de roltrap en de rolband. Het is een vorm van personenvervoer, ongeacht of die op publieke of privédomeinen ingericht wordt.
Ook het vervoer per riksja of betjak (een fietstaxi in het Verre Oosten) en soms ook het vervoer per rijdier, zoals ezel, kameel en olifant kan tot openbaar vervoer worden gerekend.
De trekschuit en de postkoets kunnen aangezien worden als de voorlopers op het latere openbaar vervoer.

## Landen

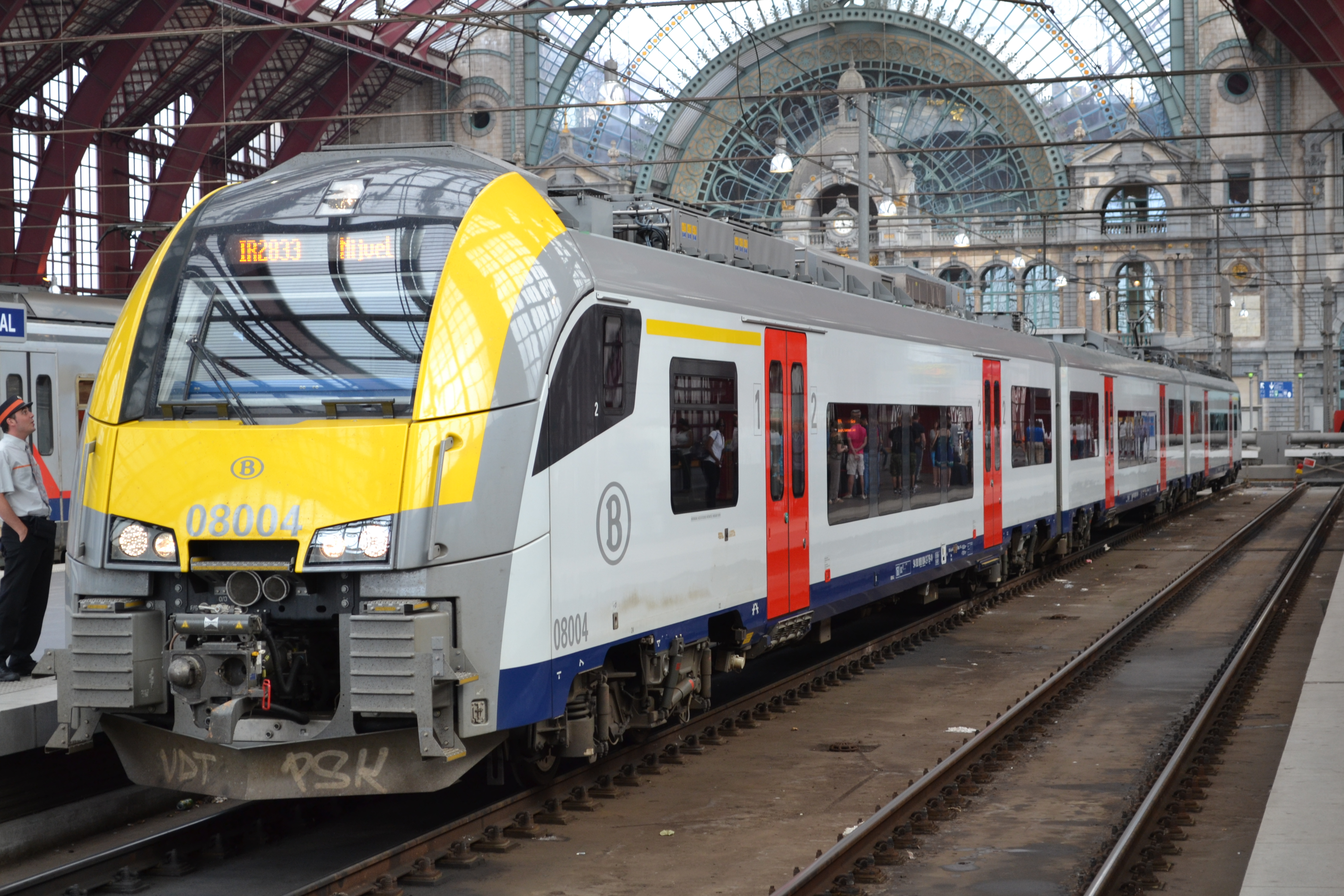
MS08 in Antwerpen

### België
- De Lijn (bus en tram, Vlaanderen)
- MIVB (metro, bus en tram, Brussels Hoofdstedelijk Gewest)

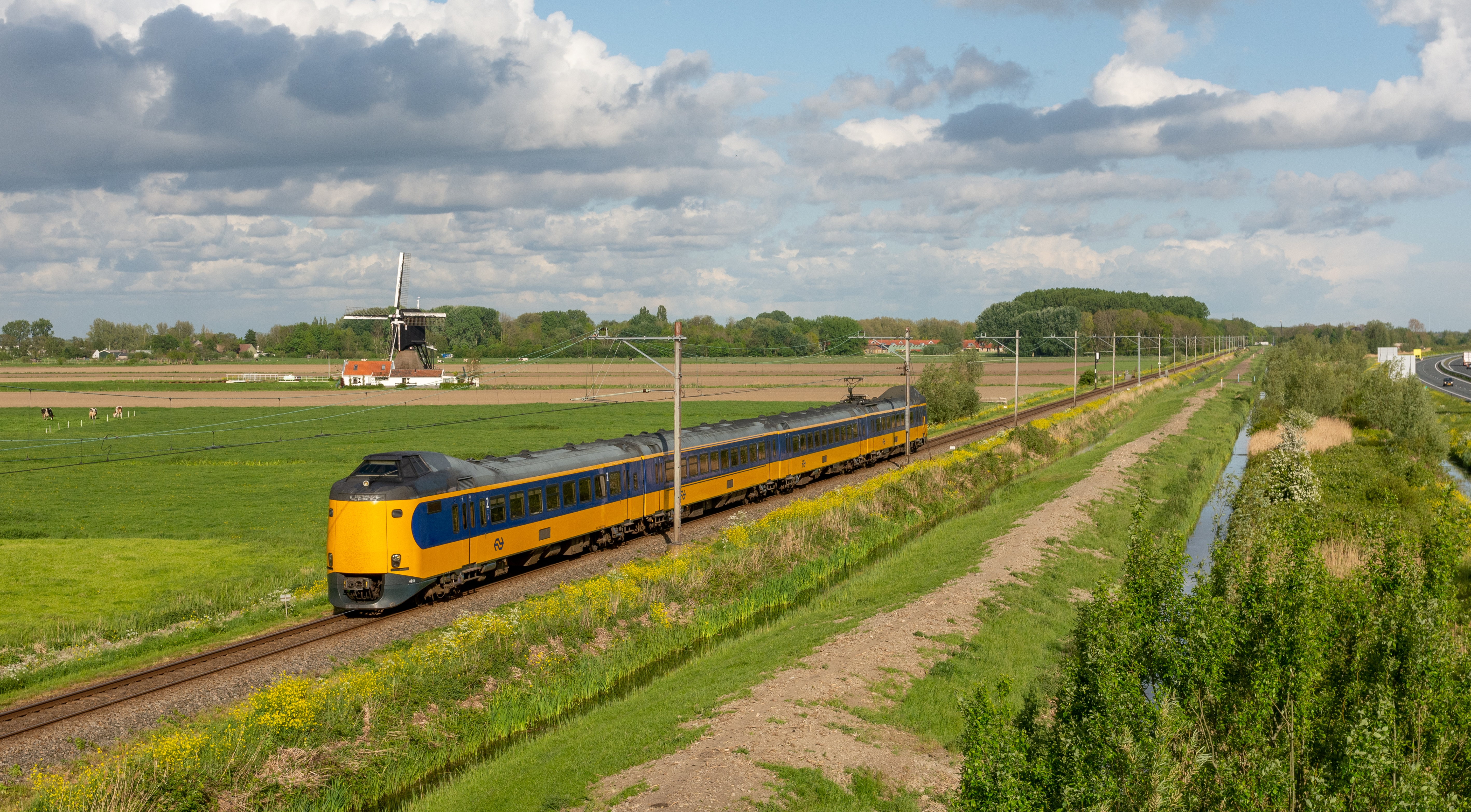
Intercitytrein in Nederland

- NMBS (trein, geheel België)
- TEC (bus en tram, Wallonië)

### Nederland
Openbaar vervoer wordt in Nederland uitgevoerd in opdracht van een (decentrale) overheid die daarmee de rol van ov-autoriteit vervult. Ov wordt sinds 1969 mede betaald uit een speciaal daarvoor bestemde rijkssubsidie. Het Nederlandse begrip regionaal openbaar vervoer bevat dezelfde ov-vormen, met uitzondering van het hoofdrailnet. Als het vervoer niet volgens een vaste dienstregeling rijdt, wordt het Collectief Vraagafhankelijk Vervoer (CVV) genoemd.

## Plattegronden met lijnen
Er worden verschillende systemen toegepast voor plattegronden met lijnen:
- Een lijnennetkaart geeft alle lijnen weer, of alle lijnen van één vervoerder. Haltes zijn soms allemaal, soms deels[3] en soms niet aangegeven.
- Soms zijn er aparte lijnkaarten per lijn met daarop alle haltes weergegeven.[4]
- Soms zijn de lijnen ingetekend of worden bushaltes gemarkeerd op online kaarten en routeplanners.